# 第48屆七大工業國組織會議

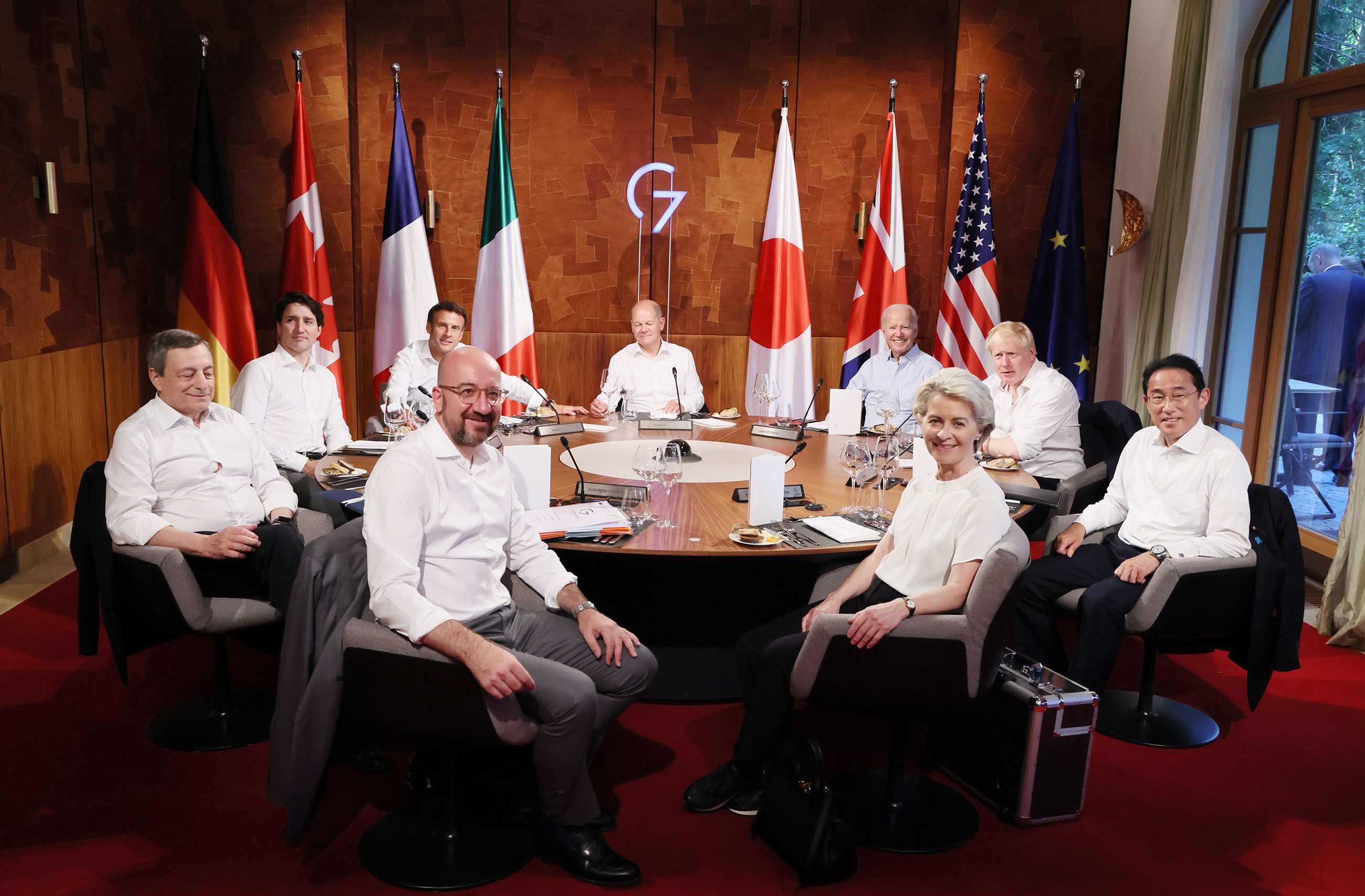
峰會與會者

第四十八屆七大工業國組織高峰會議（英文：The 48th Summit of the Organization of Seven Major Industrialized Countries）或簡稱爲第48届G7峰会（48th G7 summit）於2022年6月26日至28日在德國巴伐利亚加米施-帕滕基兴县艾茂山莊舉行，德國擔任本屆高峰會會議主席（东道主）。

## 主要與會者與受邀參與者
| 國名全稱   | 國名全稱                   | 出席者                                    | 頭銜與職位       |
| ---------- | -------------------------- | ----------------------------------------- | ---------------- |
| 加拿大     | 加拿大                     | 賈斯丁·特魯道                             | 加拿大總理       |
| 法國       | 法蘭西共和國               | 埃馬努埃萊·馬克龍                         | 法国总统         |
| 德国       | 德意志聯邦共和國（地主國） | 奥拉夫·朔尔茨                             | 聯邦總理         |
| 義大利     | 意大利共和國               | 馬里奧·德拉吉                             | 部長會議主席     |
| 日本       | 日本國                     | 岸田文雄                                  | 日本內閣總理大臣 |
| 英国       | 大不列顛及北愛爾蘭聯合王國 | 鲍里斯·约翰逊                             | 英国首相         |
| 美国       | 美利堅合眾國               | 乔·拜登                                   | 美国总统         |
| 欧洲联盟   | 歐洲聯盟                   | 乌苏拉·冯德莱恩                           | 歐盟委員會主席   |
| 欧洲联盟   | 歐洲聯盟                   | 夏尔·米歇尔                               | 歐洲理事會主席   |
| 受邀參與国 |                            |                                           |                  |
| 國名全稱   | 國名全稱                   | 出席者                                    | 頭銜與職位       |
| 阿根廷     | 阿根廷                     | 阿尔韦托·费尔南德斯                       | 阿根廷总统       |
| 印度       | 印度共和國                 | 纳伦德拉·莫迪                             | 印度總理         |
| 印度尼西亚 | 印度尼西亚                 | 佐科·維多多                               | 印度尼西亚总统   |
| 塞内加尔   | 塞內加爾                   | 麦基·萨勒                                 | 塞内加尔总统     |
| 南非       | 南非共和國                 | 西里尔·拉马福萨                           | 南非总统         |
| 乌克兰     | 烏克蘭                     | 弗拉基米尔·泽连斯基（以视讯会议形式参加） | 烏克蘭總統       |

## 會談內容
6月26日，七国集团（G7）领导人承诺将在5年内筹集6000亿美元，为发展中国家所需的基础设施提供资金。七國集團還會討論禁止进口俄罗斯黄金、對俄羅斯军备生产和供应链等方面實施進一步制裁以及对俄罗斯石油和天然气进口设置价格上限。